# Max Theeboom
Mozes (Max) Theeboom (Rotterdam, 14 november 1905 – ?) was een Nederlands biljarter. Hij nam van seizoen 1929–1930 tot en met 1931–1932 deel aan het Nederlands kampioenschap ankerkader 45/2 in de ereklasse.
In de oorlog wist hij aan de Holocaust te ontkomen en vluchtte hij naar Zwitserland. Na de oorlog werd hij herenigd met zijn half-Joodse vrouw en zijn kinderen. Eind jaren veertig emigreerde het gezin naar Australië.

## Deelname aan Nederlandse kampioenschappen in de Ereklasse
| 1. | AK 45/2 1929–1930 | Den Haag   | 8e                                                       | 9,48                                                     |                                                          |                                                          |                                                          |
| 2. | AK 45/2 1930–1931 | Leeuwarden | Opgave na twee duels wegens een ernstige nieraandoening. | Opgave na twee duels wegens een ernstige nieraandoening. | Opgave na twee duels wegens een ernstige nieraandoening. | Opgave na twee duels wegens een ernstige nieraandoening. | Opgave na twee duels wegens een ernstige nieraandoening. |
| 3. | AK 45/2 1931–1932 | Utrecht    | 7e                                                       | 10,55                                                    |                                                          |                                                          |                                                          |